# Utmärkt Svensk Form

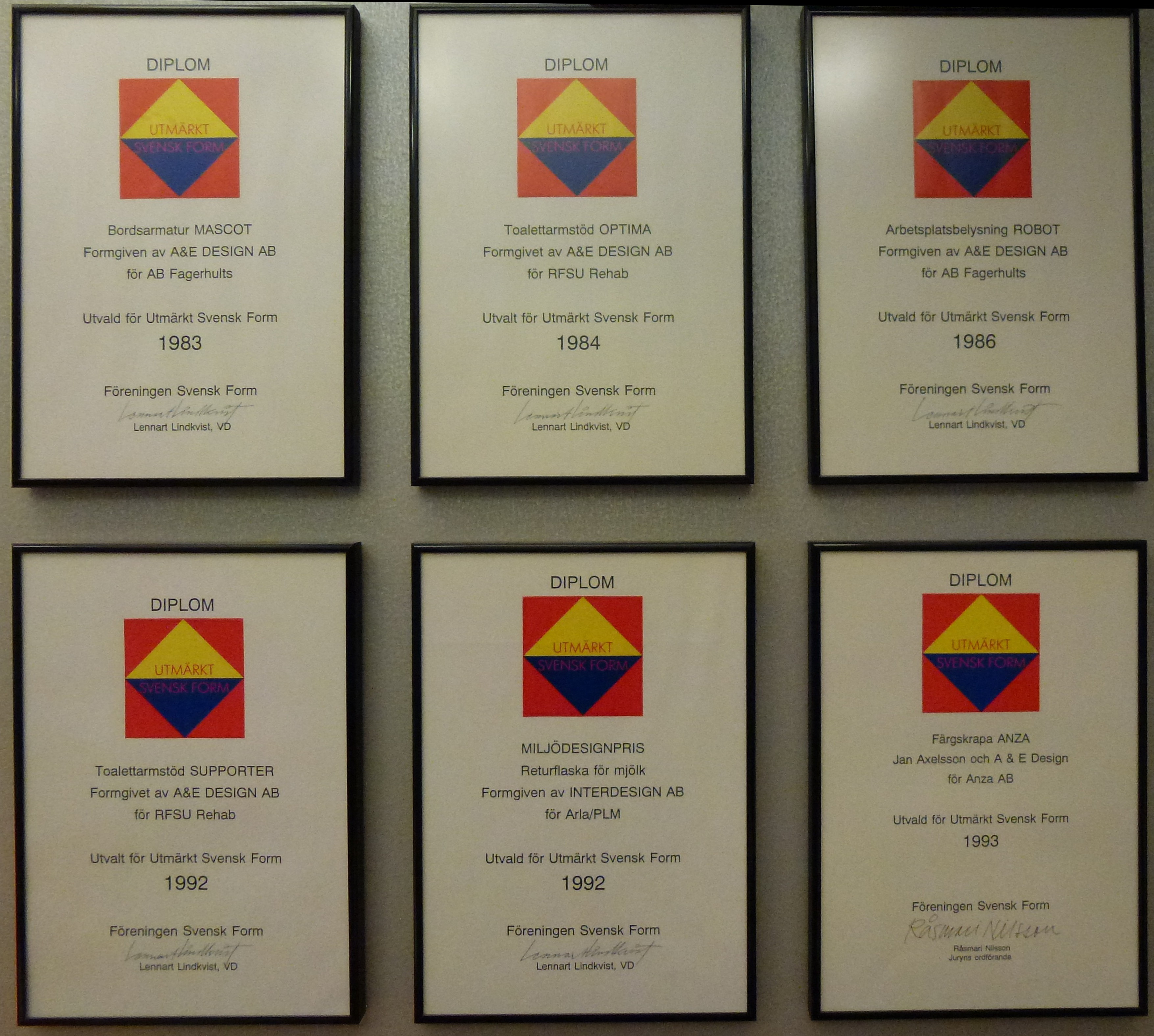
"Utmärkt Svensk Form" för A&E Design.

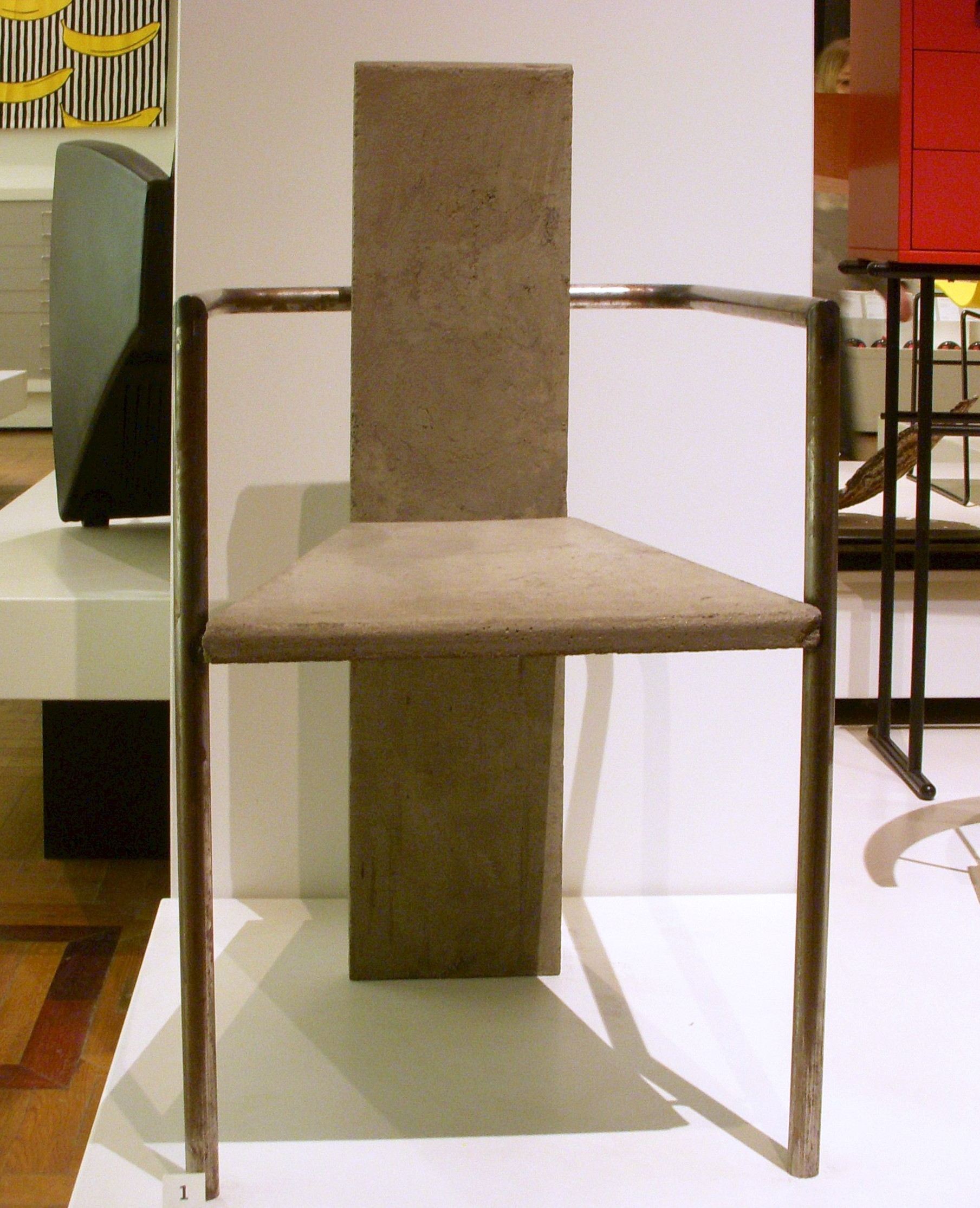
Jonas Bohlins betongstol Concrete", Nationalmuseum, Stockholm

Utmärkt Svensk Form var en utmärkelse för yrkesorganisationer inom formgivningsområdet och deras producenter utdelad av Svensk Form 1983-2002.
I början av 1980-talet var arbetsmöjligheterna för formgivare små i Sverige. Få företag tyckte det var mödan värt att kontakta en designer. Ordföranden i Svensk Forms formgivarsektion Hans-Christer Ericson lanserade i början av 1980-talet därför idén om en utmärkelse, som skulle kunna delas ut till samtliga yrkesorganisationer inom formområdet och deras producenter. 1983 skedde den första jurygenomgången. Därefter ägde årliga urval rum, fram till 2002. De grafiska formgivarna (ABCD, nu Sveriges Reklamförbund), industridesignerna (SID), inredningsarkitekterna (SIR), konsthantverkarna (KIF), illustratörerna (FST) och textil- och klädformgivarna (STOK) valde varje gång var sin representant till juryn. Med tiden utökades de olika produktkategorierna med web-design och profilprogram. Utmärkt Svensk Form, med sin logotyp ritat av Hans-Christer Ericson, blev en stor massmedial framgång. 
Från 2005 har denna utmärkelse ersatts av de nationella designutmärkelserna Design S och Ung Svensk Form . Vartannat år delar Swedish Design Awards  ut Design S och Ung Svensk Form i samband med Designdagen. Swedish Design Awards drivs av Svensk Form. Från början skapades Swedish Design Award av Svensk Form, Sveriges Reklamförbund och Stiftelsen Svensk Industridesign för att belöna Sveriges bästa design med utmärkelsen Design S. 

## Exempel på mottagare av utmärkelsenUtmärkt svensk form
- Jonas Bohlin - karmstolen Concrete i stål och betong, 1983[4]
- Lena Bergström - serien Squeeze för Orrefors, 1997[5]
- Lena Bergström - serien Puck för Orrefors, 1999[5]
- Kristian Eriksson, bänken Fårö, möbelformgivare, 1999[6]
- Volvo S60[7]
- Electrolux robotdammsugare, 2002[8]
- Nimbus Boats 300 Nova, 2002[8]
- Neil Pryde - barnflytväst, 2002[8]

## Källor

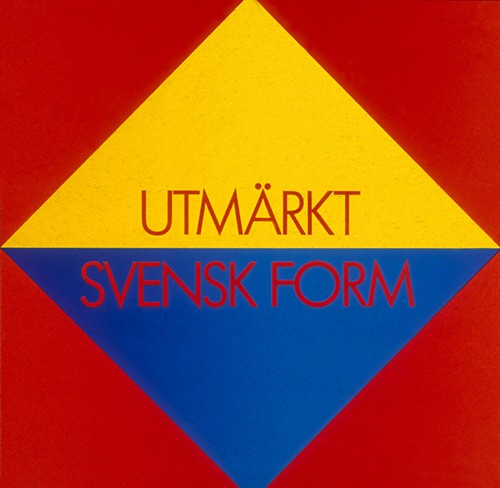